# Botryllus aureus
Botryllus aureus är en sjöpungsart som först beskrevs av Sars 1851.  Botryllus aureus ingår i släktet Botryllus och familjen Styelidae. Inga underarter finns listade.